# Коман, Ильхан
Ильхан Коман (тур. İlhan Koman, 17 июня 1921 — 30 декабря 1986) — турецкий скульптор. В 1951-58 годах преподавал в Академии изящных искусств, в 1959 году переехал в Швецию, жил на яхте «M/Y Hulda». Благодаря своим работам, являвшими собой смесь науки и искусства, заслужил репутацию уникального скульптора, а также стал известен как «турецкий Да Винчи». Наиболее известной работой Комана является скульптура «Средиземное море».

## Биография
Родился 17 июня 1921 года в Эдирне в семье Фуат-бея, который работал врачом и фермером, и его жены Севинч Леман-ханым. Предки Ильхана Комана по отцовской линии были крестьянами, которые после битвы при Мохаче мигрировали из Коньи на Балканы, а оттуда, в 1880-х годах, — в Эдирне. Среди предков Комана со стороны матери был революционер и один из основателей «Trakya Paşaeli Müdafaa-i Hukuk Cemiyeti» Мехмет Шереф Айкут-бей, живший в эпоху Абдул Хамида II.
Детство провёл в районе Эдирне Калеичи. В 1941 году поступил в Стамбульскую академию изящных искусств, сначала учился на художника, затем сменил специальность на скульптора. Окончил академию в 1945 году, его научным руководителем был Рудольф Беллинг.
В 1947 году получил стипендию министерства образования и вместе с Нешетом Гюналом, Рефиком Эреном и Сади Озишем был направлен в Париж. В 1947-50 годах учился в Академия Жюлиана и школе Лувра. В работах Комана, сделанных в этот период ощущается влияние искусства Месопотамии и Древнего Египта. В 1948 году в Париже прошла выставка работ Комана. В 1951 году, незадолго перед возвращением в Турцию, женился на Мельде Каптане, у них был сын.
После возвращения в Турцию до 1958 года преподавал в Стамбульской академии изящных искусств. В 1952 году выиграл «Конкурс скульптур Аныткабира».
В 1953 году начал работать созданной при Академии в мастерской по металлу. Помимо Комана, там работали Сади Озиш, Хади Бара, Шади Чалык и Зюхтю Мюридоглу. В том же году при поддержке предпринимателя Мазхара Сулеймангиля Коман совместно с Шади Чалыком и Сади Озишем открыл лавку, в которой торговал мебелью из металла.
В 1959 году переехал в Швецию. В 1965 году купил построенную в 1905 году яхту, произведя реставрацию судна, Коман поселился в ней.
С 1967 года преподавал в Стокгольмском лицее прикладных искусств.
Умер 30 декабря 1986 года в Стокгольме. Согласно завещанию, тело Комана было сожжено, а пепел развеян над Балтийским морем.